# Polistes kirbyanus
Polistes kirbyanus är en getingart som beskrevs av Cockerell 1915. Polistes kirbyanus ingår i släktet pappersgetingar, och familjen getingar. Inga underarter finns listade i Catalogue of Life.